# Andouille

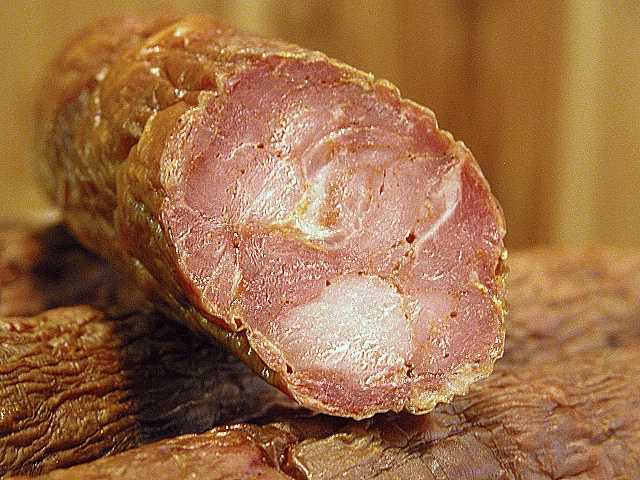
Andouille z Luizjany

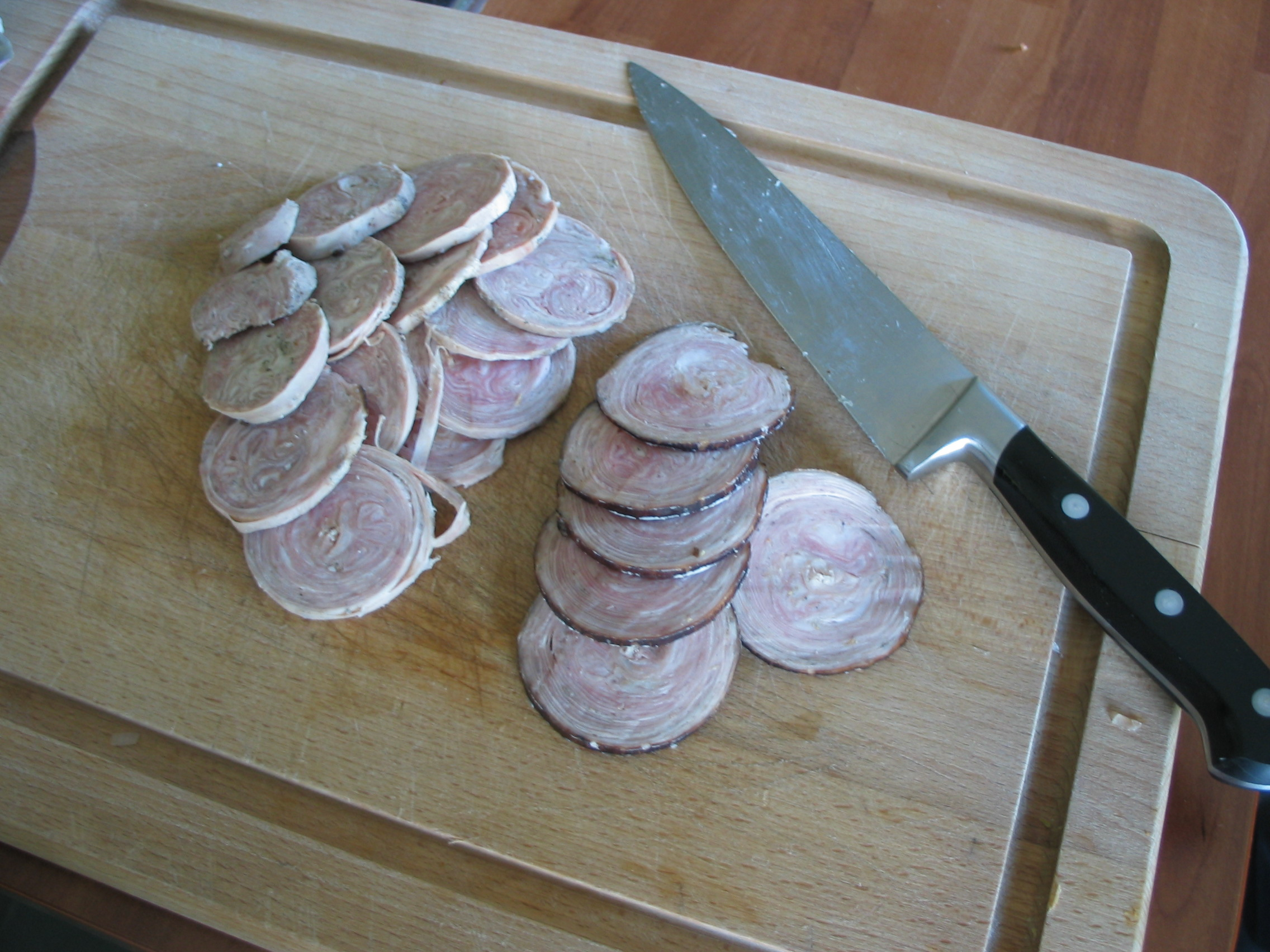
Francuska andouille z Guémené

Andouille – rodzaj kiełbasy pochodzenia francuskiego, która jest także znanym produktem kulinarnym w Luizjanie w USA, gdzie została sprowadzona przez francuskich imigrantów.
Jest to grubo mielona, mocno przyprawiona i mocno wędzona kiełbasa wieprzowa. W jej składzie znajduje się mięso wieprzowe (w wydaniu francuskim są to jelita i żołądki), cebula, papryka i przyprawy.
Nieco zbliżona, ale odmienna w składzie jest inna francuska kiełbasa nazywana andouillette.